# Československé státní dráhy
Le Ferrovie dello Stato cecoslovacche (acronimo ČSD, in lingua ceca: Československé státní dráhy, ) erano un'azienda ferroviaria di proprietà dello Stato cecoslovacco. Nel 1992 vennero divise in Ferrovie ceche (České dráhy) e Ferrovie della Repubblica Slovacca (Železnice Slovenskej republiky) in seguito alla divisione in due dello stato.

## Storia
La società fu creata nel 1918, dopo la fine della prima guerra mondiale e dopo il collasso dell'Impero austro-ungarico. Per effettuare il servizio vennero riciclate le vetture e le infrastrutture delle Ferrovie imperiali dello Stato austriaco.
Nel 1930 la Cecoslovacchia possedeva 13.600 km di ferrovia (la quinta rete più estesa d'Europa), di cui l'81% erano statali (ČSD); la tendenza era quella di nazionalizzare anche tutte le ferrovie private. La maggior parte delle infrastrutture era concentrata nelle regioni industriali delle Terre ceche. L'87% della rete era a singolo binario; nella società erano impiegate 135.000 persone (l'1% della popolazione).
Quando la Cecoslovacchia fu divisa nel 1939, il Protettorato di Boemia e Moravia formò la compagnia "Ferrovie boeme-morave" (in lingua ceca Českomoravská dráha, in tedesco: Böhmisch-Mährische Bahn), poste sotto il controllo della Deutsche Reichsbahn (DRB). Nello stato slovacco, fu fondata la compagnia Slovenské železnice (SŽ). Nel 1945, con la fine delle ostilità, fu riformata la ČSD.
Dopo la dissoluzione della Cecoslovacchia (alla fine del 1992) la compagnia fu divisa in due: le Ferrovie ceche (České dráhy) e le Ferrovie della Repubblica slovacca (Železnice Slovenskej republiky). Le infrastrutture immobili furono assegnate allo Stato di appartenenza, mentre il resto fu diviso in proporzione 2:1.

## Elettrificazione
- L'elettrificazione delle ferrovie iniziò lentamente durante gli anni venti. A Praga i treni utilizzavano un sistema a corrente continua a 1,5 kV.
- La linea Praga-Čop funzionava con corrente continua a 3 kV, costruita dopo il 1945.
- A nord di questa linea i treni utilizzavano corrente continua a 3 kV, mentre a sud usavano la corrente alternata a 25 kV a 50 Hz. Questi due sistemi convivono ancora oggi.